# پولیا، مونته‌نگرو
پولیا (به لاتین: Polja) یک منطقهٔ مسکونی در مونته‌نگرو است که در مویکوواس واقع شده‌است. پولیا ۱٬۲۸۱ نفر جمعیت دارد.